# Triangle noir (ufologie)
 (août 2011).
Si vous disposez d'ouvrages ou d'articles de référence ou si vous connaissez des sites web de qualité traitant du thème abordé ici, merci de compléter l'article en donnant les références utiles à sa vérifiabilité et en les liant à la section « Notes et références ».
Pour les articles homonymes, voir Triangle noir (homonymie).
Triangle noir est le nom donné à des objets volants non identifiés (ovnis) en forme de triangles, observés, à partir de la veille de Noël 1982, au-dessus de villes de la côte est des États-Unis, dans la région nord de la vallée où coule le fleuve qui arrose New-York, l'Hudson. 

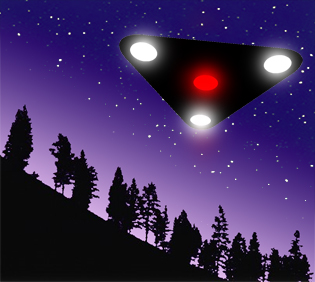
Vue d'artiste d'un triangle noir.

## Description
Les témoignages, généralement nocturnes, décrivent une énorme forme triangulaire noire, planant sans bruit ou émettant un léger bourdonnement à une vitesse relativement lente et à basse altitude, sans chercher à éviter d'être repérée. Ces formes sont dotées de grosses lumières blanches ou de lumières clignotantes colorées, placées à chaque coin du triangle. Parfois même, une grosse lumière palpitante rouge est visible sous le ventre du triangle.
Ces objets sont parfois connus également sous les noms de « grands deltas noirs » (big black deltas) ou de « triangles volants » (flying triangles). 
Il existe une grande similitude entre ces objets et ceux prétendument observés au cours de ce qu'il est convenu d'appeler la vague belge d'ovnis (1989-1991).

### Interprétation
Il s'agirait du Northrop TR-3A Black Manta, avion furtif subsonique ayant une configuration d'aile volante qui aurait été conçu dans les années 1980 (mais l'existence de cet avion n'est pas prouvée).